# Лукомер
Лукомер (бел. Лукомер) — деревня в Берёзовском районе Брестской области Белоруссии. Входит в состав Малечского сельсовета.

## География
Деревня находится в центральной части Брестской области, при автодороге Р-101, на расстоянии приблизительно 15 километров (по прямой) к западу от города Берёза, административного центра района. Абсолютная высота — 159 метров над уровнем моря. Площадь населённого пункта — 1,0474 км².

## История
По состоянию на 1905 год, в Лукомере проживало 222 человека. В административном отношении деревня входила в состав Малечской волости Пружанского уезда Гродненской губернии.
Согласно Рижскому мирному договору (1921), деревня вошла в состав межвоенной Польши. Входила в состав гмины Малеч Пружанского повета Полесского воеводства Польши.
С 1939 года в БССР, с 1940 года деревня в составе Лукомерского сельсовета.

## Население
По данным переписи 2019 года, в деревне проживало 142 человека.
| Год  | Население, человек |
| ---- | ------------------ |
| 1905 | 222                |
| 2009 | ↘ 171              |
| 2019 | ↘ 142              |